# Ремеди, Эрик
Эрик Даиан Ремеди (исп. Eric Daian Remedi; 4 июня 1995, Парана, Аргентина) — аргентинский футболист, опорный полузащитник клуба «Сан-Лоренсо».

## Карьера
Ремеди — воспитанник клуба «Банфилд». 6 июня 2015 года в матче против «Атлетико Сармьенто» он дебютировал в аргентинской Примере.
В июне 2018 года Ремеди перешёл в клуб MLS «Атланта Юнайтед». В главной лиге США он дебютировал 21 июля в матче против «Ди Си Юнайтед». 11 ноября в матче плей-офф против «Нью-Йорк Сити» он забил свой первый гол за «Атланту Юнайтед».
15 февраля 2021 года Ремеди был продан в «Сан-Хосе Эртквейкс» за $200 тыс. в общих распределительных средствах с возможной доплатой ещё $300 тыс. в зависимости от выполнения определённых условий. За «Квейкс» он дебютировал 16 апреля в матче стартового тура сезона 2021 против «Хьюстон Динамо». По окончании сезона 2022 срок контракта Ремеди с «Сан-Хосе Эртквейкс» истёк.
В январе 2023 года Ремеди вернулся в «Банфилд».
5 января 2024 года Ремеди бесплатно перешёл в «Сан-Лоренсо», подписав однолетний контракт с опцией продления.

## Достижения
«Атланта Юнайтед»
- Чемпион MLS (обладатель Кубка MLS): 2018
- Обладатель Открытого кубка США: 2019